# Episodi di Designated Survivor (seconda stagione)
La seconda stagione della serie televisiva Designated Survivor, composta da 22 episodi, è stata trasmessa negli Stati Uniti dal 27 settembre 2017 al 16 maggio 2018, sul canale ABC.
In Italia gli episodi sono usciti settimanalmente sulla piattaforma on demand Netflix dal 6 ottobre 2017 al 25 maggio 2018.
| nº | Titolo             | Titolo italiano             | Prima TV USA      | Uscita in Italia |
| -- | ------------------ | --------------------------- | ----------------- | ---------------- |
| 1  | One Year In        | Un anno dopo                | 27 settembre 2017 | 6 ottobre 2017   |
| 2  | Sting of the Tail  | Una brutta sorpresa         | 4 ottobre 2017    | 13 ottobre 2017  |
| 3  | Outbreak           | L'epidemia                  | 11 ottobre 2017   | 20 ottobre 2017  |
| 4  | Equilibrium        | Equilibrio                  | 18 ottobre 2017   | 27 ottobre 2017  |
| 5  | Suckers            | Idioti                      | 25 ottobre 2017   | 3 novembre 2017  |
| 6  | Two Ships          | Due navi                    | 1 novembre 2017   | 10 novembre 2017 |
| 7  | Family Ties        | Legami di famiglia          | 15 novembre 2017  | 24 novembre 2017 |
| 8  | Home               | A casa                      | 29 novembre 2017  | 8 dicembre 2017  |
| 9  | Three-Letter Day   | Il giorno delle tre lettere | 6 dicembre 2017   | 15 dicembre 2017 |
| 10 | Line of Fire       | La linea del fuoco          | 13 dicembre 2017  | 22 dicembre 2017 |
| 11 | Grief              | Il dolore                   | 28 febbraio 2018  | 9 marzo 2018     |
| 12 | The Final Frontier | L'ultima frontiera          | 7 marzo 2018      | 16 marzo 2018    |
| 13 | Original Sin       | Peccato originale           | 14 marzo 2018     | 23 marzo 2018    |
| 14 | In the Dark        | Al buio                     | 21 marzo 2018     | 30 marzo 2018    |
| 15 | Summit             | Il summit                   | 28 marzo 2018     | 6 aprile 2018    |
| 16 | Fallout            | La bomba                    | 4 aprile 2018     | 13 aprile 2018   |
| 17 | Overkill           | Guerra                      | 11 aprile 2018    | 20 aprile 2018   |
| 18 | Kirkman Agonistes  | Crisi                       | 18 aprile 2018    | 27 aprile 2018   |
| 19 | Capacity           | Processo                    | 25 aprile 2018    | 4 maggio 2018    |
| 20 | Bad Reception      | Tradimento                  | 2 maggio 2018     | 11 maggio 2018   |
| 21 | Target             | Bersaglio                   | 9 maggio 2018     | 18 maggio 2018   |
| 22 | Run                | Scappa                      | 16 maggio 2018    | 25 maggio 2018   |

## Un anno dopo
- Titolo originale: One Year In
- Diretto da: Chris Grismer
- Scritto da: Keith Eisner

### Trama
Tom ha fortemente voluto la ricostruzione del Campidoglio, attirandosi critiche per gli alti costi dell'opera e la dilatazione dei tempi. Al presidente viene suggerito di assumere un direttore politico, incarico per il quale Emily suggerisce Lyor Boone, giovane ma con già diverse campagne elettorali alle spalle. Tom accetta di assumerlo in prova, trovandosi a gestire il dirottamento di un aereo russo a Chicago da parte di quattro uomini ucraini di un collettivo che lotta per la liberazione del loro Paese dall'occupazione della Russia. Tom è preoccupato per la presenza tra gli ostaggi di Russell Donson, un suo vecchio amico. Hannah si trova ad Amsterdam alla ricerca di Lloyd, facendo la conoscenza dell'agente dei servizi segreti britannici Damian Rennett che ha il suo stesso obiettivo. Seth è tentato da Dax Minter, affermato costruttore di macchine elettriche, di lasciare il suo lavoro alla Casa Bianca per entrare nella sua azienda in ascesa.
La Russia inizia ad ammassare truppe al confine con l'Ucraina, facendo presagire un'invasione se le trattative diplomatiche non dovessero andare a buon fine. Tom ha l'impressione che entrambe le parti stiano deliberatamente cercando di far saltare il tavolo. Aaron scopre che tre giorni prima a tutti e quattro i dirottatori è stato aperto un conto corrente presso una banca russa. Tom convoca gli ambasciatori russo e ucraino per mettere in chiaro le cose, avvertendoli che ambedue saranno considerati i responsabili di qualsiasi cosa spiacevole accadrà a bordo dell'aereo. Hannah e Damian scovano il posto in cui Lloyd ha ammassato numerosi server da utilizzare come un super-computer con cui condurre potenti attacchi in tutto il mondo. Lo scrittore Elias Grandi rifiuta la National Medal of Arts perché aborra ciò che Tom rappresenta, venendo comunque invitato dal presidente a continuare la sua dissidenza.
Lo staff del presidente inizia a manifestare insofferenza verso Lyor, capace fin qui soltanto di criticare l'operato dei suoi nuovi colleghi. Tom invece ha grande fiducia nel nuovo direttore politico, sciogliendo la riserva sulla sua definitiva assunzione e cercando di farlo entrare in sintonia con lo staff. I russi accettano di ritirare le truppe dal confine con l'Ucraina e aprire un canale diplomatico. Mentre sono in corso le operazioni di sbarco degli ostaggi, sull'aereo avviene un'esplosione che causa la morte delle ultime due persone rimaste a bordo, un passeggero con la bombola dell'ossigeno responsabile della detonazione e Russell. Tom si doglia per la scomparsa dell'amico, il quale stava aiutando una persona in difficoltà esattamente come ha sempre fatto per tutta la sua vita. Il presidente ricorda ai funzionari della Casa Bianca che dietro a ogni cittadino servito ci sono una faccia e una storia personale. Lloyd è arrivato a Washington.

## Una brutta sorpresa
- Titolo originale: Sting of the Tail
- Diretto da: Frederick E. O. Toye
- Scritto da: Keith Eisner

### Trama
Tom viene informato della presenza di Lloyd a Washington, decidendo di tenere l'informazione nascosta ai cittadini per non creare il panico. Hannah e Damian scoprono che quella mattina l'uomo è passato a trovare il figlio Travis, che non vedeva da una decina di anni, insospettendosi perché ha dato l'impressione di volersi far riconoscere. Lloyd lancia un segnale a Tom, compiendo un'effrazione in casa di sua suocera Eva Booker che riesce a nascondersi nella vasca da bagno. Nelle vicinanze è segnalato un terreno recentemente acquistato dalla Browning-Reed, dove risulta esserci un bunker presidiato da uomini armati. Lloyd fa arrivare un video-messaggio alla Casa Bianca, ordinando a Tom di concedergli un'amnistia che dovrà annunciare lui stesso quella sera alla tradizionale cena dei corrispondenti, altrimenti diffonderà gas nervino in tutta la zona metropolitana di Washington.
Tom vorrebbe fare una toccata e fuga alla cena dei corrispondenti, ma lo staff gli fa capire che è opportuno si trattenga a lungo affinché non trapeli nulla sull'emergenza in corso. Tom valuta la possibilità di utilizzare un drone per contrattaccare all'azione di Lloyd, ma la senatrice della Homeland Security Cowling adisce con urgenza il tribunale federale perché il governo non può attuare azioni militari contro cittadini americani. Aaron non riesce a produrre una prova schiacciante che Lloyd utilizzerà il gas nervino e il giudice si ritira in camera di consiglio, nonostante tra cinquanta minuti dovrebbe avvenire l'attacco. Tom riflette sul fatto che dietro all'agire di Lloyd ci sarebbe una motivazione familiare, chiedendo di essere messo in contatto con lui. Effettivamente, Lloyd ammette di provare rivalsa nei confronti del popolo che ha eletto presidenti come Tom, quindi dovrà essere lo stesso popolo a pagarne il prezzo.
Hannah e Damian scampano a una trappola esplosiva nel bunker, rendendo evidenti le intenzioni di Lloyd sull'utilizzo del gas nervino. Tom ordina di colpire il bunker, anche se non è certa la presenza del gas nervino. Purtroppo il gas non c'è e Tom vuole dire la verità al Paese, ma Lyor ed Emily lo convincono a fingere che la minaccia rappresentata da Lloyd sia stata neutralizzata, dato che nella cena dei corrispondenti si celebrano i trionfi presidenziali e non i buchi nell'acqua. Tom è rimasto ammirato dalla performance di Kendra Daynes, l'avvocatessa che ha rappresentato la Homeland Security nella causa contro il suo governo, offrendole il ruolo di capo dello studio legale della Casa Bianca, rimasto vacante troppo a lungo. Tra le rovine del bunker è rinvenuto il computer di Lloyd che stava caricando qualcosa sul cloud.

## L'epidemia
- Titolo originale: Outbreak
- Diretto da: Chris Grismer
- Scritto da: Ashley Gable

### Trama
In Louisiana è scoppiata un’epidemia di influenza aviaria che si sta cercando di contenere prima che si diffonda. La soluzione potrebbe essere un farmaco antivirale sperimentale prodotto da Carlton Mackie della società Benevax. Nonostante tutte le possibile controindicazioni, Tom vuole reperire il farmaco per tamponare l'emergenza. Come primo incarico alla Casa Bianca Kendra si ritrova a dover gestire il caso della statua di un celebre confederato che un'associazione per i diritti civili vorrebbe abbattere. Esaminando la casa di Eva Booker, Hannah nota che Lloyd ha seguito un preciso metodo nel metterla a soqquadro, quasi come volesse indirizzarli su una strada precisa. Infatti, lei e Damian trovano sulla scrivania la fattura del trapianto di cuore del padre di Alex, ottenuto nonostante si trovasse in fondo alla lista d'attesa. Lyor contesta la raganella sudamericana a cui è stato dato il nome del presidente.
Mackie rifiuta la concessione del farmaco al governo, poiché guadagna notevolmente di più vendendolo ai privati. Kendra adisce il giudice che costringe Benevax, in ragione dell'emergenza sanitaria in corso, a erogare diecimila dosi del farmaco al governo. Mentre si attende di scoprire se il farmaco funziona, qualche caso di influenza aviaria si registra anche in altri Stati. Benché i primi riscontri siano positivi, le dosi non sono sufficienti per impedire la diffusione del virus. Lyor pensa di mettere una pezza sulla questione della statua, ma finisce per farsi odiare da tutte le parti e agevola Kendra nel raggiungimento di un accordo. Damian resta quasi vittima di un'esplosione in un magazzino, dove lui e Hannah si erano introdotti senza autorizzazione perché sembrava una pista promettente su Lloyd. Il superiore di Hannah ordina che Damian faccia ritorno nel Regno Unito, onde evitare ulteriori problemi.
Tom convoca Mackie perché si è scoperto che ha mentito a proposito del quantitativo di farmaco disponibile. L'imprenditore si nasconde dietro il proprio business, affermando che se concedesse tutte le dosi andrebbe in bancarotta. Tom orchestra una campagna contro Mackie, così da obbligarlo a passare dalla sua parte e aiutare la Louisiana, ottenendo l'agognato risultato di bloccare la diffusione virus. Hannah scopre che il padre di Alex è stato trapiantato nello stesso periodo in cui la moglie lavorava al Ministero della Difesa, da dove avrebbe agito per far scalare posizioni al marito nella lista d'attesa. A sorpresa Tom è contento della raganella, trovandovi parecchie somiglianze. Hannah si fa accompagnare da Chuck a casa di Little, il funzionario che Eva ha corrotto per far avere il trapianto di cuore al marito, trovandolo morto. Hannah capisce che è su questo segreto che Lloyd attaccherà Tom e la sua famiglia.

## Equilibrio
- Titolo originale: Equilibrium
- Diretto da: Joe Lazarov
- Scritto da: Paul Redford e Keith Eisner

### Trama
I camionisti americani stanno bloccando da diversi giorni il confine con il Messico per protestare contro un accordo commerciale tra i due Paesi che, a loro dire, danneggerà l'economia americana. Un camionista messicano, Jose Menez, sfonda il blocco e viene attaccato dalla polizia di frontiera, ma sembra che il proiettile che lo ha ucciso provenga da un camionista americano. Hannah chiede consiglio al diretto dell'FBI John Forstell su cosa dovrebbe fare a proposito del caso Little, venendo indirizzata a Kendra. Costei ritiene che la soluzione migliore è chiedere conto direttamente alla first lady. Alex non è affatto contenta dell'accusa rivolta alla madre, sostenendo che quando lavorava al Ministero non avesse alcun potere d'influenza e risentendosi che Hannah si stia facendo abbindolare da uno psicopatico come Lloyd.
Il leader dei sindacati Paul Zalesky accusa Tom di essere un globalista che non pensa affatto ai bisogni dei cittadini americani. Tom vuole favorire un riavvicinamento tra Stati Uniti e Messico, usando la vedova del camionista ucciso Gloria, cittadina messicana residente negli Stati Uniti con regolare permesso di soggiorno. Gloria racconta a Tom che Jose era appena stato assunto come camionista dopo tre anni di disoccupazione. Eva ammette il pagamento della tangente per salvare la vita al marito, ma di non averlo mai detto ad Alex perché non era tra i programmi che suo genero diventasse presidente. Quando Eva è destinataria di un mandato di comparizione dell'FBI, Alex è preoccupata da cosa potrà accadere esponendo pubblicamente sua madre, anche se Tom si dice convinto di superare questa sfida dopo quanto hanno già dovuto affrontare.
Tom impone al Rappresentante del commercio messicano Lucas Guerrero di far digerire al suo presidente l'equo accordo commerciale sottoscritto, altrimenti verrà incriminato per la morte di Menez. Dopodiché il presidente incassa l'appoggio di Zalesky per la sua iniziativa, invitando l'imprenditore Dax Minter a investire in Messico per il suo nuovo progetto di automobili elettriche, grande sfida per un Paese molto inquinante. Minter accetta giusto perché la richiesta è arrivata dal presidente, anche se l'idea era quella di creare una filiera automatizzata e senza personale umano. Aaron fa visita alla famiglia dopo che la cugina Nadia lo ha accusato di essersi dimenticato da dove proviene. Hannah attacca Forstell per aver citato in giudizio la suocera di Tom, ma cambia idea quando il superiore le mostra dei documenti secondo cui Little aveva autorizzato l'implementazione della nuova rete informatica sei mesi dopo l'attentato di Lloyd.

## Idioti
- Titolo originale: Suckers
- Diretto da: Fred Gerber
- Scritto da: Bill Chais

### Trama
La deputata britannica Charlotte Thorn, negli Stati Uniti per il G20, è uccisa mentre sta facendo jogging. Hannah e Damian, tornato per occuparsi della morte della Thorn, sospettano di Darius Cray, lobbista delle armi che aveva minacciato la deputata se avesse continuato a intromettersi nei suoi affari opachi. Chiacchierando con il Senatore Rose dopo una partita di hockey, Tom si lascia sfuggire, a proposito della riforma delle pensioni in corso di discussione, che gli americani sono "un popolo di idioti". Rose riporta la frase in un'intervista, completamente decontestualizzata, provocando un duro colpo all'immagine di un presidente che ha sempre amato definirsi dalla parte delle persone. Tom perde l'appoggio del Congresso e rischia di non vedere più approvata alcuna legge, mentre Rose si guarda bene dal rilasciare una smentita.
Hannah e Damian ispezionano la barca di Cray, arrestandolo dopo aver rinvenuto armi illegali a bordo. Inoltre, la pistola trovata corrisponderebbe all'arma usata per l'omicidio della Thorn. Tom vuole rilanciarsi con un tour on the road per riconquistare l'affetto della gente. Il tour stava andando bene, quando un'elettrice lo attacca per il possibile naufragio della riforma sulle pensioni, il che dimostrerebbe che gli americani sono davvero degli idioti a fidarsi di lui. Dopo aver scelto Kendra come avvocato per rappresentare la madre, Alex insiste per essere il secondo difensore e arginare qualsiasi cosa emergerà contro la sua famiglia. Kendra non esita a estrometterla dal caso, poiché il suo essere direttamente coinvolta rischia di compromettere il suo lavoro. Alex accetta di farsi da parte e Kendra ottiene l'agognata archiviazione.
Aaron scopre che non è stato Cray a uccidere la Thorn, essendoci delle riprese che lo collocano lontano dalla scena del crimine. Tom rilascia un'intervista, il cui obiettivo sarebbe dovuto essere attaccare Rose per provare a nascondere il suo errore, ma il presidente sceglie di non farlo e puntualizza di aver definito gli americani "idioti" perché continuano a credere, lui compreso, in un grande sogno. Rose appoggia la legge sulle pensioni e si scusa con Tom, giustificando il suo comportamento con i gravi problemi di salute della moglie. Tom sceglie di incontrare l'elettrice che lo ha contestato nel tour, smascherandola perché si fingeva una vittima delle truffe sulle pensioni, quando invece era sposata con un uomo che quelle truffe le ha perpetrate. Tom vorrebbe che la donna espiasse le sue colpe, esattamente come lui sta lavorando per meritarsi quel potere che la sorte gli ha voluto affidare.

## Due navi
- Titolo originale: Two Ships
- Diretto da: Leslie Libman
- Scritto da: Jessica Grasl

### Trama
Il cacciatorpediniere Verona si scontra con una chiatta di rifiuti al largo del Kunami, un emirato asiatico che considera la presenza degli americani un'incursione ostile. Siccome i vertici della Verona sono tra le sedici vittime dell'incidente, Tom nomina il giovane tenente Will Griffin comandante della nave. Tuttavia, il Kunami non intende consentire agli americani di violare nuovamente le proprie acque territoriali per evacuare la Verona, poiché l'emiro rischierebbe contraccolpi interni se la desse vinta al proprio nemico. Hannah e Damian sono convinti che la vera responsabile dell'omicidio di Charlotte Thorn sia Catherine Cray, la moglie di Darius, verso cui lui agirebbe da galoppino. Kendra chiede a Tom di avere pieno accesso ad Eva, in modo da poterla difendere al meglio. Emily rivede il padre Dave dopo tanto tempo, sperando di poter ricucire i rapporti con lui.
Il Kunami accusa pubblicamente gli Stati Uniti di aver inviato la Verona per spiarli, dunque il cacciatorpediniere diventa proprietà dell'emiro, a meno che non venga tolto il bando al loro programma di arricchimento dell'uranio. Poiché la Verona sta affondando, Tom è costretto a trovare una soluzione diplomatica molto in fretta. Simulando la dinamica dell'incidente, Tom si accorge che la chiatta del Kunami ha voluto schiantarsi di proposito contro la Verona. Hannah e Damian ricevono un video di Peyton Lane, l'assistente personale dei Cray, minacciata di essere uccisa se Darius non sarà estradato. Kendra vorrebbe che Eva firmasse una dichiarazione in cui smentisce di aver avuto qualsivoglia contatto con Little negli ultimi trent'anni, anche se così facendo diventerebbe il bersaglio della controparte. Dave gironzola per la Casa Bianca, orgoglioso della posizione raggiunta dalla figlia.
Tom autorizza l'invio di una nave di soccorso per salvare l'equipaggio sopravvissuto e recuperare i corpi delle vittime. Il Kunami non reagisce, però il comandante Griffin vuole suicidarsi per impedire all'emirato di mettere le mani su una tecnologia, pericolosa se cadesse nelle mani sbagliate. Analizzando il filmato di Peyton Lane, Hannah e Damian scoprono che la segretaria ha lasciato loro un messaggio in codice per essere ritrovata in un palazzo abbandonato. Catherine smentisce di aver ucciso Thorne, dato che le serviva per poter operare nell'ombra. Una telecamera rivela che Cornelius Moss ha incontrato la Thorne cinque ore prima del suo omicidio. Eva ammette di aver visto Little sei mesi prima, contraddicendo la testimonianza resa da Alex che quindi può rischiare l'incriminazione per intralcio alla giustizia. Emily è delusa quando il padre afferma di voler incontrare Tom solamente per promuovere un cavatappi di sua produzione.

## Legami di famiglia
- Titolo originale: Family Ties
- Diretto da: Milan Cheylov
- Scritto da: Pierluigi Cothran

### Trama
Il presidente turco Fatih Turan si trova a Washington per siglare un accordo di cooperazione strategica. Durante la conferenza stampa Turan esce dal copione stabilito e accusa gli Stati Uniti di ospitare Nuresh Sahin, leader dell'opposizione turca che attribuisce a Turan le peggiori nefandezze. Turan minaccia, se Sahin non verrà estradato, di rompere le relazioni con gli Stati Uniti e legarsi alla Russia. Per fare colpo sulla sua nuova ragazza Sibyl, Leo la invita alla Casa Bianca e le presenta suo padre. Leo spintona un manifestante anti-Turan che stava importunando Sibyl, preparandosi a fronteggiare una causa civile contro l'uomo che ha assunto l'affermato avvocato Bella Conroy. Peyton Lane ammette che Moss e Thorn si stavano frequentando con riserbo nell'attesa che la donna divorziasse da Darius. Moss si rifiuta di fornire informazioni, anche se ne va della sua credibilità.
Turan vuole presentare alle Nazioni Unite una mozione contro gli Stati Uniti, ma nessuno degli alleati è disposto a sostenerla. Nonostante Turan minacci l'uscita dalle Nazioni Unite, Tom non intende estradare Sahin e condannarlo a morte certa. Il presidente è costretto a concedere un'intervista alla giornalista Tiffany Gimble, pronta altrimenti a scrivere della vicenda Eva-Little. Nello stesso momento Eva rilascia una nuova dichiarazione giurata per precisare ulteriormente i suoi rapporti con Little. Saputo del coinvolgimento di Moss nell'indagine su Thorn, Emily lo convoca alla Casa Bianca, ma il Segretario di Stato si ostina a tacere su dove si trovasse la mattina dell'omicidio della deputata britannica. Mike ha scoperto che Leo si è ritrovato coinvolto in un inganno ordito da Turan per incastrarlo, dato che sia Sybil che il manifestante aggredito sono al soldo del presidente turco.
Tom obbliga Turan a far ritirare la causa contro Leo, altrimenti darà riconoscimento formale a Sahin come leader dell'opposizione e minerà la sua autorità in Turchia. Hannah si accorge che alla raccolta fondi la sera prima della sua morte Thorn portava al dito un anello non trovato sulla scena del crimine. La colpevole si rivela così essere la segretaria Lane, gelosa per la sua relazione con Moss perché la amava. Moss rassegna le proprie dimissioni, sentendo di aver minato il rapporto di fiducia che lo lega a Tom; il presidente le respinge, non potendosi privare di una figura importante per il suo governo, pur invitandolo a non conservare più segreti di questo genere. Leo manifesta al padre il disagio di essere il figlio del presidente e non poter avere una vita normale. Damian ha ottenuto il trasferimento all'ambasciata britannica, così da restare stabilmente negli Stati Uniti e approfondire la nascente relazione con Hannah. Alex riceve una citazione in tribunale che può danneggiare l'intera famiglia presidenziale.

## A casa
- Titolo originale: Home
- Diretto da: Ian Toynton
- Scritto da: Pat Cunnane

### Trama
Tom si reca a Kabul in visita alle truppe, anche se il vero obiettivo del viaggio è incontrare due potenti signori della guerra che starebbero progettando un attentato sul territorio americano. Uno di loro, Mullah Bahri, vorrebbe tecnologia per sviluppare un Paese ancora arretrato in cambio di una normalizzazione dei rapporti. L'altro signore della guerra, Mullah Fayad, non si fida delle promesse già sentite dai suoi predecessori e mostra di non avere alcuna stima verso Bahri. Seth è fermato dalla polizia che gli trova un quantitativo eccessivo di farmaci per il potenziamento cognitivo, anche se Kendra promette di risolvere la cosa e lo stesso Seth ha nascosto di lavorare alla Casa Bianca. Anche Lyor ha uno scheletro nell'armadio, un matrimonio contratto sei anni prima a Las Vegas da ubriaco che lo rende un evasore agli occhi del fisco. Lyor sostituisce Seth come portavoce, ma i suoi modi rudi indispettiscono i giornalisti.
Nonostante un attacco kamikaze a un mercato, Tom rifiuta di evacuare dall'Afghanistan perché vuole portare a termine la sua missione. Presenti anche loro sul posto, Mike e Hannah vanno alla ricerca del soldato Kevin Dean, catturato dai talebani. Lungo il tragitto Mike accusa Hannah di avere un cattivo ascendente sul presidente, dato che la sua presenza provoca immancabilmente dei guai. Dopo aver collaborato all'eliminazione di un cecchino, i due raggiungono un rifugio in cui Dean era tenuto prigioniero. Tom cerca di capire chi dei due signori della guerra dice la verità a proposito dell'attentato e del rapimento di Dean, ma entrambi smentiscono gli addebiti e si accusano a vicenda. Mike Wright, il fratello di Seth che si trovava in macchina con lui quando è stato fermato, rivela che i farmaci in realtà sono suoi e Seth lo stava coprendo per non pregiudicare la sua ammissione al college.
Kendra riesce a far assolvere Seth, dimostrando che il poliziotto lo aveva fermato perché ambiva a una promozione e quel mese aveva effettuato pochi arresti. Tiffany vuole sapere da Seth dove si trova il presidente, poiché il suo viaggio in Afghanistan non è stato reso pubblico. Tom giunge alla conclusione che è stato Bahri a pianificare l'attentato al mercato e lo fa arrestare. Julie, la moglie di Lyor, non vuole firmare i documenti dell'annullamento perché cova la speranza di poter trasformare quest'unione fittizia in un legame vero. Emily è molto delusa dal comportamento di Seth, giudicandolo una leggerezza che avrebbe potuto costare cara a tutti. Prima di partire, Tom si fa consegnare dallo chef dei soldati Harry un pasto speciale in stile Filadelfia. Sul volo di ritorno, Tom chiede ad Aaron i recapiti dei familiari dei quattro soldati caduti per esprimere le proprie condoglianze.

## Il giorno delle tre lettere
- Titolo originale: Three-Letter Day
- Diretto da: Jeannot Szwarc
- Scritto da: Bill Chais e Ashley Arena

### Trama
Una volta al mese lo staff deve scegliere, tra la folta corrispondenza destinata alla Casa Bianca, tre lettere a cui il presidente presterà attenzione. Tom vuole che Alex accetti il rinvio a giudizio, rassicurato da Kendra che ci sono buone possibilità di ottenere l'archiviazione. Hannah individua in Alfonso Lang il banchiere che ha aperto il conto corrente a nome della first lady a Saint Lucia. Kendra e Hannah sono incaricate dal presidente di far uscire dal braccio della morte Chandler Dern, un farmacista condannato per l'omicidio di un agente della DEA. Aaron ed Emily devono invece ottenere la medaglia d'onore in favore del soldato Daniel Goff, caduto a Kandahar, ma il colonnello Baines non gliel'ha concessa perché pare non si trovasse nel contingente colpito dai talebani. Seth e Lyor sono incaricati di aiutare l'apicoltore Eddie Adamson a far disinstallare un radar dell'aviazione che, a suo dire, ucciderebbe le api.
Tracy Dern, la figlia di Chandler, appare stranamente evasiva quando Kendra ed Hannah dicono di poterla aiutare a salvare la vita di suo padre. Mentre i suoi collaboratori hanno scoperto che Lang possiede il doppio passaporto, Hannah è quasi investita da un'automobile. Il banchiere sembra essersi dato alla fuga, poiché la televisione e il microonde a casa sua sono funzionanti, come se qualcuno lo avesse avvertito. Baines accetta di scrivere un rapporto obiettivo sulla morte di Goff, anche se dovrà riferire che è stato infedele verso la moglie. Emily si vede costretta a riferire a Tom cosa è accaduto a Seth con i farmaci; il presidente lo sapeva già e le intima di essere più attenta nella gestione dello staff. Sfruttando le sue conoscenze di botanica, Lyor trova del veleno per api in casa di Adamson, rendendosi conto che è la moglie ad ucciderle, affinché il marito dedichi meno tempo agli insetti.
Kendra svela la verità sul caso Chandler. Il vero colpevole è suo figlio Frank, mentre la sorella Tracy sta coprendo entrambi. Tom accetta di commutare la condanna di Chandler in ergastolo, mentre Hannah arresta Frank per aver tentato di investirla con una delle macchine in riparazione nella sua officina. Seth ha intuito che Tom lo tratta da colpevole e vuole dimettersi, costringendo Emily a dirgli che ha già parlato al presidente e non lo licenzierà. Alex pretende che Tom rimuova John Foerstel, accusandolo di cercare notorietà nel processo per potersi candidare al Senato. Tom spiega alla moglie che non può compiere una forzatura del genere, dato che lo esporrebbe agli attacchi degli avversari politici, dicendosi sorpreso che un ex avvocato come lei arrivi a ipotizzare una mossa del genere. Hannah resta di sasso nel sentire da Chuck che la telefonata a Lang è partita dal cellulare di Damian.

## La linea del fuoco
- Titolo originale: Line of Fire
- Diretto da: Chris Grismer
- Scritto da: Keith Eisner

### Trama
Un grave incendio sta affliggendo la Black Rock Mountain da ben ventisei giorni. Non essendo possibile domare le fiamme, Tom ordina l'evacuazione dell'intera zona, ma un gruppo di fedeli della Chiesa dei Testimoni dell'Alleanza non intende abbandonare il proprio ritiro. Il leader David Sheridan è contrario a evacuare perché Grace, la figlia neonata della loro associata Carey Morgan, soffre di gravi problemi cardiaci, ma l'intervento chirurgico cui dovrebbe essere sottoposta va contro i dettami religiosi di cui la congregazione è rigida osservante. Alla Casa Bianca è pervenuto un video che evidenzia il tradimento di Damian, motivo per cui Hannah deve trovare il modo di troncare subito la loro collaborazione. Forstell formula un'offerta di patteggiamento ad Alex, la quale dovrebbe riconoscersi colpevole di intralcio alla giustizia in cambio dell’archiviazione del processo.
Tom ingaggia il Dottor Rune, un chirurgo dai metodo poco ortodossi, per operare Grace senza infrangere le volontà della congregazione. Durante l'intervento insorge una complicazione che rende necessaria una trasfusione ed Emily riesce a convincere Carey a donare il proprio sangue alla figlia. L'intervento è riuscito e la congregazione accetta di evacuare. Hannah regala a Damian un orologio contenente un chip per intercettarlo, da cui si evince che si trova in Virginia a incontrare un tizio sospetto. Alex insiste per rendere pubblico il procedimento, in modo da togliere armi a Forstell e rimettersi al giudizio dei cittadini. Alex ha preso in considerazione il patteggiamento, ma Tom non vuole che lo faccia perché la farebbe apparire colpevole. All'udienza privata Alex rende dichiarazioni spontanee in cui nega ogni addebito a carico suo e della madre, accusando Forstell di perseguirla per finalità politiche.
La targa della macchina dell'uomo incontrato da Damian in Virginia risulta appartenere a un funzionario dell'ambasciata russa. Hannah tenta di arrestare Damian, ma questi mette le mani in tasca e lei gli spara, facendolo precipitare dal ponte. Tom fa visita a Grace in ospedale, mentre Alex gli lascia un messaggio in segreteria in cui esulta perché Forstell ha ritirato le accuse a suo carico senza bisogno di patteggiare. Hannah è affranta per essere stata costretta a sparare, ignorando che Damian è riuscito a raggiungere la riva del fiume ed estrarre il proiettile dal petto. Un furgone piomba addosso alla macchina su cui stava viaggiando Alex, travolgendola in pieno. Tom è informato del grave incidente occorso alla moglie. La reazione del presidente lascia chiaramente presagire quali sono state le conseguenze per la first lady.

## Il dolore
- Titolo originale: Grief
- Diretto da: Timothy Busfield
- Scritto da: Keith Eisner

### Trama
Sono passate dieci settimane dalla tragica morte di Alex, un trauma che Tom sta cercando di rimuovere perché il presidente degli Stati Uniti non può mostrarsi debole; ciò nonostante, l'iniziativa legislativa è paralizzata e la stampa inizia a parlare di presidenza fantasma. Tom si appresta a chiudere un importante risultato, uno storico accordo con il presidente cubano Ortega per porre fine a cinquant'anni di ostilità. Il presidente è costretto dal terapeuta Adam Louden a scendere a patti con il suo lutto, cosa che finora sta evitando di fare, ma necessaria perché altrimenti non potrà mai riuscire a proseguire la propria vita senza la moglie. Aaron e Hannah, in missione commerciale a Cuba assieme a una delegazione di parlamentari e imprenditori, sono catturati dall'Esercito di liberazione del popolo del generale Bravo, un'organizzazione di ribelli che accusa gli Stati Uniti di averli traditi alleandosi con Ortega.
Tom spinge per accordarsi con i ribelli, escludendo un'azione militare che potrebbe avere conseguenze sui prigionieri. Lo staff è preoccupato perché il presidente, da quando è morta Alex, pare essere diventato eccessivamente cauto e non più pronto a rischiare come faceva in precedenza. Il trauma lo ha già spinto a ritirare metà delle truppe dalla Siria e dall'Afghanistan, oltre a erogare generosi stanziamenti al programma per i senzatetto. Dopo il fallimento di una missione di soccorso, Tom sente la necessità di una nuova seduta con Louden, questa volta dedicata a Leo e Penny e al modo in cui ha comunicato loro la tragica notizia. A Cuba, Hannah riesce a uscire dalla palafitta in cui sono sequestrati i prigionieri, ma la sua fuga ha vita breve. Hannah si è comunque accorta che l'imprenditore Phillip Cross è in combutta con i ribelli. Lyor assume Tricia Sims come propria assistente personale.
All'ultimo momento Tom recede dal versamento del riscatto e autorizza l'operazione militare per la liberazione degli ostaggi. Quando intravede i mezzi militari statunitensi, Bravo minaccia di uccidere gli ostaggi, a cominciare da Hannah che riesce a indirizzare lo staff della Casa Bianca su Cross. Le indagini rivelano che Bravo era in combutta nientemeno che con il proprio nemico giurato, il presidente Ortega, facendo saltare l'accordo. Lyor ha messo alla prova Tricia con una difficile ricerca in archivio, avendo conferma che è la persona giusta per lavorare con lui. Tom trova la forza di definire dolore quello spettro evocato da Louden, tanto da non aver mai voluto leggere nessun articolo sulla morte di Alex e sul processo ad Evan Beeman, l'uomo alla guida del furgone che l'ha uccisa. Tom fa visita ad Evan in carcere, preannunciandogli che dovrà convivere con il senso di colpa per la sua azione. Damian si introduce in casa di Hannah, puntandole contro una pistola.

## L'ultima frontiera
- Titolo originale: The Final Frontier
- Diretto da: Sharat Raju
- Scritto da: Jeff Melvoin

### Trama
Una navicella senza equipaggio deve essere inviata sulla Stazione spaziale internazionale per fornire soccorso agli astronauti che sono rimasti bloccati a causa di un problema di software. Finito sotto la custodia di Hannah e Aaron, Damian li avverte di impedire il decollo della navicella perché sarebbe stata hackerata dai russi. Tom non presta ascolto a queste illazioni e autorizza il lancio, ma la previsione di Damian si rivela corretta e la navicella è distrutta prima che possa causare una strage. Damian sottolinea che l'hackeraggio della NASA rappresenta soltanto l'ultima iniziativa di una vasta rete di attacchi contro le istituzioni statunitensi. Tom pretende collaborazione da parte dell'ambasciatore russo  	Dmitri Pavlov, altrimenti sarà rivelato pubblicamente che Damian Rennett è una loro spia. La situazione si complica quando emerge un intasamento della turbina che potrebbe portare all'esplosione della Stazione spaziale internazionale.
Tom invoca l'aiuto della Dottoressa Andrea Frost per risolvere l'emergenza della turbina. Lyor non gradisce la presenza della Frost perché da studente era la sua supervisora e gli fece perdere una competizione sullo spazio. La Frost suggerisce un piano d'azione che si rivela vincente, raffreddando la turbina e scongiurando il rischio dell'esplosione. Nel bel mezzo dell'agitazione per il destino degli astronauti, Tom si preoccupa anche per la figlia Penny che si sta comportando male a scuola. Damian mette Hannah in contatto con un conoscente russo che li conduce dal temuto hacker Oliver Velt. Costui si dichiara estraneo all'attacco alla NASA, reputandolo troppo sofisticato finanche per lui, ed esaminando il codice Chuck ritiene che gli hacker hanno agito direttamente nella sede della NASA. I russi non vogliono collaborare con gli statunitensi, temendo che possano approfittare dell'accesso al network per ricavare informazioni compromettenti.
Tom si arrabbia con Moss perché ha stretto un accordo con Pavlov a sua insaputa, promettendogli che gli Stati Uniti non andranno a fondo nell'indagine sulla Icarus che ha causato la morte di Alex. In generale, a Moss non sta piacendo il lassismo di Tom dell'ultimo periodo, rimarcando che la sua condotta sta disonorando il valoroso operato dei suoi predecessori. Tom licenzia Moss, resistendo alle rimostranze dello staff che la giudica una mossa rischiosa, vista la presa del Segretario di Stato sull'opinione pubblica. La collaborazione tra Stati Uniti e Russia consente alla nuova navicella di soccorso di approdare sulla Stazione spaziale internazionale. Parlando con la preside di Penny, Tom apprende che la figlia non è affatto diventata una bulla, ma al contrario ha preso le difese di una compagna bullizzata. Il filmato della visita di Tom ad Evan Beeman in prigione è diventato virale.

## Peccato originale
- Titolo originale: Original Sin
- Diretto da: Bosede Williams
- Scritto da: Ashley Gable

### Trama
Tom è duramente criticato dai media per il video, venendo tacciato di abuso di potere. Un gruppo di persone appartenenti alla tribù degli Oceola, in visita alla Casa Bianca, inscenano un sit-in di protesta. L'occasione è propizia per Tom di mostrarsi come un presidente magnanimo, l'esatto opposto dell'uomo dispotico apparso nel filmato, ma la rappresentante della tribù Lacy Cousins gli ricorda che è stato proprio lui, quando era architetto, a condurre l’espropriazione dei loro terreni sui quali è stato edificato un centro commerciale. Tom tenta di offrire agli Oceola nuovi terreni di proprietà federale, incassando un netto rifiuto dalla Cousins. Trey, il fratello di Tom, contesta la ripartizione del fondo fiduciario della scomparsa Alex. Damian favorisce un incontro tra Hannah e Valeria Poreskova, sua responsabile all'ambasciata russa, che però nega ogni ipotesi di collaborazione finché non verrà restituito Damian.
Gli Oceola proseguono la loro protesta, ma Tom non vuole reprimerla perché ciò danneggerebbe la sua già fragile reputazione. Il presidente affronta anche suo fratello, accusandolo di essere fuggito quando la madre stava morendo, quindi se vuole redimersi non deve opporsi alle ultime volontà di Alex. Leo si propone di far rappacificare suo padre con lo zio per il bene della famiglia. Lyor aiuta un giovane partecipante al sit-in con il saggio di ammissione al college. Hannah acconsente a lasciare libero Damian, anche se significa rischiare che qualche nemico possa fargli del male. Tom si accorge che il suo collaboratore dell'epoca Billy Winton gli nascose l'impatto che il progetto avrebbe avuto sugli Oceola, volendo perseguire il progresso a ogni costo. Appellandosi al trattato Adams-Onís siglato da Stati Uniti e Spagna nel 1819, Tom blocca l'operazione e comunica agli Oceola che nessun territorio verrà loro portato via.
Hannah fredda un uomo che ha tentato di uccidere Damian, dimostrando come la Poreskova potrebbe non essere estranea alla cerchia di chi vorrebbe eliminare l'agente britannico. Leo sprona il padre a mettere in pratica le sue belle parole sull'unità della famiglia anche allo zio Trey, di cui tutti loro hanno assoluto bisogno in questo momento di dolore. Nonostante la questione degli Oceola si sia conclusa positivamente, sui media si continua a parlare soltanto del video in carcere. Tom decide che è venuto il momento di rompere il riserbo su questa vicenda, scusandosi e promettendo ai cittadini statunitensi che lavorerà ogni giorno per essere un presidente migliore. Tom si chiarisce con Trey, pentendosi di non averlo aiutato quando erano giovani, poiché evidentemente Alex lo aveva nominato fiduciario proprio per favorire un riavvicinamento tra loro. I due fratelli fanno visita alla lapide di Alex.

## Al buio
- Titolo originale: In the Dark
- Diretto da: Carol Banker
- Scritto da: Bill Chais

### Trama
Tom sta vagliando le candidature per il posto di vicepresidente lasciato vacante da MacLeish, ma vuole ponderare con attenzione una scelta così importante. Lyor ed Emily spingono invece affinché il presidente prenda una decisione nell'immediato, avendo necessità di un partner che gli dia man forte. Lyor però rischia di combinarla grossa con il ministro delle Finanze giapponese Omono, dal quale hanno bisogno della proroga di un prestito da 600.000.000 in titoli che altrimenti manderebbe il governo federale in bancarotta. Un attacco informatico causa un blackout mentre Tom sta cenando con Trey nello Studio Ovale, Lyor ed Emily sono bloccati in ascensore e Hannah scopre che Damian è scomparso. Tom convoca la sindaca di Washington Eleanor Darby alla Casa Bianca per coordinare insieme le iniziative di sostegno alla popolazione. Nel bel mezzo di questo imprevisto piomba la notizia che il Giappone non vuole rinnovare il prestito e sollecita il pagamento dell'intera somma entro mezzanotte.
Hannah intercetta Damian che ha appena ucciso un uomo, sottolineando come costui stesse venendo a cercare proprio lei. Damian rivela che è stata Valeria Poreskova a ingaggiare il sicario, ma non sono i russi i responsabili di questo blackout. A Washington le tensioni sociali rischiano di esplodere e Aaron consiglia a Tom di mobilitare la Guardia Nazionale. Per impedire al presidente di istituire la legge marziale, la sindaca Darby ritira la polizia e ottiene da Tom un'ora di tempo per ripristinare l'ordine, altrimenti acconsentirà all'intervento della Guardia Nazionale. Nonostante la prova sia fallita, Tom resta colpito dalla Darby quando afferma che Washington è la sua comunità, proponendole di andare insieme a tranquillizzare la situazione. Tom convoca il ministro delle Finanze giapponese per implorarlo di aiutare uno storico alleato, scoprendo con stupore che Omono conosce Trey ed è stato proprio suo fratello a convincerlo a scommettere su di lui e prorogare il prestito.
La convivenza forzata in ascensore avvicina Lyor ed Emily, permettendo loro di superare le reciproche diffidenze. Il ritorno della corrente riporta la calma a Washington, mettendo in evidenza l'ottima collaborazione tra Tom ed Eleanor. Ed è proprio alla luce di questa inattesa partnership che Tom presenta Eleanor come propria candidata alla vicepresidenza. Tom ringrazia Trey per la sua intercessione con Omono, anche se ha scoperto che il fratello è stato licenziato dal suo lavoro; nonostante questo, lo vuole al suo fianco perché può essere una presenza benefica per i figli. Per festeggiare i sei mesi della loro relazione, Seth regala ad Emily i biglietti di eventi che si sono persi a causa del lavoro, decidendo di uscire allo scoperto con i colleghi. Hannah minaccia la Poreskova che, se tenterà ancora di ucciderla, lei proverà a fare altrettanto.

## Il summit
- Titolo originale: Summit
- Diretto da: Chris Grismer
- Scritto da: Jessica Grasl

### Trama
Un test missilistico condotto dall'East Hun Chiu rischia di alzare la tensione con i dirimpettai del West Hun Chiu proprio mentre si sta svolgendo un delicato summit di pace. Tom convoca a Camp David i due presidenti, Kim dell'East e Han del West,per risolvere la controversia prima che possa degenerare. Gli Stati Uniti intrattengono rapporti segreti con Joon, il figlio del presidente Kim, pronto a fornire informazioni sull'arsenale nucleare dell'East Hun Chiu e che teme di subire la stessa sorte toccata ai fratelli e ai parenti più stretti, tutti quanti uccisi dal padre dittatore. Tuttavia, Koon non intende collaborare finché anche la sua fidanzata Jung-Min non sarà messa in sicurezza. Lyor incontra Greg Bowen, vecchio collega inglese con cui condivise il primo incarico al servizio di un governatore, che adesso lavora per Kim e lo detesta per non meglio precisate questioni del loro passato. Kendra consegna ad Emily e Seth i questionari per dichiarare la relazione tra dipendenti della Casa Bianca.
Tom si avvale nuovamente della Dottoressa Andrea Frost per finanziare, attraverso la sua società, un progetto di difesa comune tra East e West Hun Chiu che metta d'accordo entrambe le parti. L'intesa rischia però di saltare quando il progetto di difesa diventa di dominio pubblico, evidenziando la presenza di una talpa che ha passato lo scoop ai media. Agendo in sinergia, Tom e Andrea offrono condizioni economiche appetibili ai presidenti Kim e Han, in modo da convincerli a non abbandonare il tavolo. Un nuovo colpo di scena rischia nuovamente di far saltare tutto, poiché Kim scopre che gli Stati Uniti hanno "rapito" suo figlio e, nel frattempo, Hannah ha liberato Jung-Min dalla base in cui era tenuta segregata. Quando Greg dice che non intende favorire una riconciliazione tra Kim e il governo statunitense, Lyor gli rinfaccia di essere un voltagabbana che ha tradito l'Occidente per vendersi al miglior offerente. Emily rimane interdetta quando scopre che Seth ha già consegnato il suo questionario a Kendra, definendo "intermittente" la loro relazione.
Siccome nessuna delle parti si fida più di lui, Tom è costretto a chiedere l'aiuto di Moss per portare a termine il difficile negoziato. Logicamente ancora arrabbiato per la sua cacciata, l'ex Segretario di Stato accetta di compiere la missione solamente per il bene degli Stati Uniti. Joon rivela che suo padre possiede già la bomba atomica, tanto da aver allestito un arsenale nucleare a sole due miglia dalla zona demilitarizzata di confine. Rintracciata la dislocazione dell'arsenale, Tom costringe Kim a farlo distruggere, altrimenti saranno gli Stati Uniti a muovergli guerra. Il presidente scopre che è stato Moss a passare ai giornalisti la notizia dello scudo missilistico, intimandogli di non mettere più becco nelle questioni di governo. Moss rivendica di aver agito da patriota, promettendo a Tom che saprà come rispondere se vorrà uno scontro frontale con lui. Seth ed Emily discutono perché la donna non ha ancora ben chiari i contorni della loro relazione. Alla Casa Bianca giunge un rapporto che indica la presenza di una bomba sporco sul territorio degli Stati Uniti.

## La bomba
- Titolo originale: Fallout
- Diretto da: Joe Lazarov
- Scritto da: Tom Garrigus

### Trama
Tom accusa Kim di essere il responsabile della bomba sporca, così lo tiene bloccato negli Stati Uniti adducendo ragioni di sicurezza nazionale. La bomba viene ritrovata all'interno di un container portuale, ma va individuato chi l'ha costruita e detiene il detonatore. Il presidente ordina all'intero staff di restare confinato alla Casa Bianca finché l'emergenza non sarà risolta, altrimenti l'uomo a cui danno la caccia potrebbe far esplodere la bomba, oltre al fatto che l'East Hun Chiu sta mobilitando le truppe a protezione dei propri confini. Per far credere alla stampa che non sia in corso una crisi, Tom sfrutta la presenza di una congregazione religiosa per apparire in pubblico e darla a bere al sagace giornalista Simon Day, autore dello scoop sul progetto missilistico passatogli da Moss. Durante l'interrogatorio con Hannah Joon ha un malore autoindotto, grazie al quale riesce a fuggire dalla custodia. Il giovane viene braccato mentre circolava sotto falsa identità.
Hannah e Aaron sospettano che Joon voglia favorire un golpe ai danni di suo padre per spodestarlo. Andrea rintraccia una bomba vicino a una stazione della metropolitana di Brent, ma si tratta di un ordigno a bassa intensità radioattiva che viene disinnescato senza troppe difficoltà. Il rinvenimento dell'ordigno è rivelato alla stampa, anche se i giornalisti cominciano a sospettare il coinvolgimento dell'East Hun Chiu e di Moss. Kendra accusa Emily di aver dato lei l'informazione a Day, esponendo tutti quanti a un grande pericolo. Dopo aver parlato con Hannah, Forstell si scusa con Tom per l'indagine condotta ai danni della sua famiglia, anche se il presidente lo esorta a fare il suo lavoro. Lyor e Seth convincono Tom a uscire dall'isolamento e farsi vedere in giro, così da rassicurare la nazione meglio di quanto potrebbe fare con un discorso. Chuck riesce a violare il gps del furgone di Arturo Rojas, un detenuto che è il loro principale sospettato.
Quando Hannah e i suoi si rendono conto che l'ordigno sul furgone era un diversivo, la vera bomba esplode all'interno della stazione della metropolitana. Forstell e cinque agenti federali perdono la vita, mentre non si registrano vittime civili e nemmeno fughe radioattive. Messo alle strette, Joon confessa di essere ricattato da uomini che hanno rapito la sua fidanzata, evidenziando legami abbastanza circostanziati tra gli attentatori e il Kunami. Quando l'ambasciatore non è in grado di giustificare le prove schiaccianti mostrate da Tom, il presidente lo considera un atto di guerra e ordina un'immediata azione militare contro il Kunami. I collaboratori provano a dissuaderlo, non avendo coinvolto né il Congresso né gli alleati, ma Tom non vuole lasciar passare troppo tempo come accaduto con il Campidoglio. Tom assiste al lancio di alcuni missili diretti contro obiettivi militari del Kunami.

## Guerra
- Titolo originale: Overkill
- Diretto da: Jeff T. Thomas
- Scritto da: Jeff Melvoin e Tracey Rice

### Trama
Tom parla alla nazione per annunciare gli attacchi missilistici contro il Kunami che proseguiranno finché l'emiro non si arrenderà. Hannah ed Aaron identificano Greg Bowen come il galoppino di Arturo Rojas, evidenziando il suo ruolo di doppiogiochista in combutta con il Kunami. Trovandosi nella posizione scomoda di prigioniero di guerra, Greg è disposto a rivelare dove si trova Amal Hamzi, leader ribelle del Kunami a cui il sultano dà la caccia da parecchio tempo. Trascorsa una settimana, la situazione non è cambiata e gli Stati Uniti continuano a colpire siti strategici del Kunami. Tom autorizza una missione dei SEAL per estrarre Hamzi, cui si aggrega Hannah, ma i soldati finiscono sotto attacco dei ribelli. Hannah e il sergente Royce Sims, fratello della stagista Tricia, proseguono in solitaria alla ricerca di Hamzi.
L'ambasciatore del Kumani Salimi cerca di concludere un accordo con Tom, ma il presidente non intende cessare le ostilità se l'emiro non ammetterà la propria responsabilità nell'attentato alla metropolitana. L'immagine degli Stati Uniti rischia di ammaccarsi quando un loro attacco colpisce un ospedale di civili, benché camuffato come obiettivo militare. Superata un'iniziale diffidenza, Chuck accetta di collaborare con Damian nella ricerca del mandante degli attacchi hacker. I loro sospetti puntano su Monica Van, presidente di un'azienda di sicurezza dati che si diletta a intrallazzare con hacker prezzolati. La Van si rivela tuttavia innocente, così Chuck e Damian tornano al punto di partenza, benché sospettino di una misteriosa società di nome Gamene. Tom invita Tricia nello Studio Ovale per conoscerla, scoprendo che suo fratello Ryoce ha una forte ammirazione verso di lui, tanto da essersi voluto nuovamente arruolare nei SEAL allo scopo di servirlo.
Hannah e Royce raggiungono Amal Hamzi. Tom accusa l'ambasciatore Salimi di essere colluso con Hamzi per rovesciare l'emiro, ordinandone l'arresto dopo essersi premurato di fargli revocare le credenziali diplomatiche, mentre Greg ha sottoscritto una piena confessione. Hannah e Royce hanno scoperto la presenza di armi biologiche in una struttura governativa segreta che avrebbero dovuto essere usate contro i ribelli. Tom intende usare questa informazione per giustificare una guerra che ora è giunto il momento di terminare. L'emiro abdica, ma Tom rivela a Trey di non essere contento per come si è comportato in questo conflitto con il Kunami. Un nuovo attacco hacker porta alla divulgazione delle sedute di Tom con il Dottor Louden.

## Crisi
- Titolo originale: Kirkman Agonistes
- Diretto da: Leslie Libman
- Scritto da: Pierluigi D. Cothran e Patrick Cunnane

### Trama
Aaron ed Hannah sono convinti che tutti gli attacchi informatici siano opera dello stesso autore, cioè Gamine, e si anniderebbe alla Casa Bianca; per questa ragione, tutti iniziano a sospettare di tutti. La divulgazione delle registrazioni di Tom e del Dottor Lauden hanno indebolito l'immagine del presidente, sia agli occhi dell'opinione pubblica che degli interlocutori politici. Ad essere propagate non sono state soltanto le conversazioni tra terapeuta e paziente, ma anche valutazioni personali di Lauden che aveva ipotizzato un disturbo da stress post-traumatico di cui sarebbe affetto il presidente, rendendolo inadatto a ricoprire la carica. Valeria Poreskova ricorda a Damian che sta lavorando ancora per la Russia, aspettandosi quindi un trattamento di favore quando gli Stati Uniti decideranno che non sarà più utile alla loro causa. Tricia scopre che il governo si sta riunendo in gran segreto per destituire il presidente, a norma di quanto previsto dal venticinquesimo emendamento, mettendo la vicepresidente Darby al suo posto.
L'ex cancelliere della Corte Suprema Ethan West è incaricato di valutare, per conto del governo, se Tom è idoneo a mantenere l'incarico presidenziale, altrimenti Darby firmerà la lettera che la nomina presidente ad interim. Emily rivela a Seth che è stata lei a imbeccare Moss sulla fuga di notizie, dicendosi pronta a sacrificarsi se sarà necessario per salvare il presidente. Tom rilascia un'intervista per rassicurare il popolo americano sulle proprie capacità di guidare il Paese, garantendo che la terapia cui si è sottoposto ha avuto proprio lo scopo di fargli superare il lutto per la perdita di Alex e ristabilirlo mentalmente. Tom chiede l'opinione di Lyor, secondo il quale dovrebbe pensare a lasciare la presidenza nel modo meno traumatico possibile, prendendo atto di aver espletato l'incarico in cui si è casualmente ritrovato sulle ceneri del Campidoglio. Scandagliando i registri dei visitatori, Chuck trova un contatto che lo rimanda a una casa d'aste di Baltimora in cui sono vendute macchine di Alan Turing.
Dopo aver parlato con Andrea Frost, Tom vuole recarsi alla fiera della scienza in cui lui e la dottoressa sono stati invitati in qualità di giudici, contravvenendo alle indicazioni dello staff che voleva evitare un'uscita pubblica in questo momento complicato. Tom si sta innamorando di Andrea, tanto da comunicarglielo prima che magari lo venga a sapere da una delle conversazione con Lauden. Hannah comunica a Damian di averlo fatto seguire, quindi sa del suo incontro con la Poreskova, ammonendolo di non commettere passi falsi. Chuck si accorge che la principale sospettata di essere Gamine è proprio Andrea; informata della cosa, Hannah è avvicinata da un'auto con un mitra e Damian, per proteggerla, riceve diversi colpi. Tom ringrazia lo staff per la grande lealtà dimostrata nei suoi confronti, promettendo a West che nell'udienza fissata per la settimana successiva si batterà con tutte le armi a sua disposizione per restare nello Studio Ovale. Hannah è avvertita da un medico che Damian è morto.

## Processo
- Titolo originale: Capacity
- Diretto da: David Warry-Smith
- Scritto da: Keith Eisner

### Trama
Tom ha un solo giorno per preparare l'udienza che stabilirà se potrà restare o meno presidente. Hannah irrompe alla Casa Bianca sporca di sangue per informare Tom che la traditrice è Andrea, ma Aaron le proibisce di farlo in assenza di prove solide. Il resto dello staff è impegnato sulla legge finanziaria, da approvare prima dell'udienza perché, in caso andasse male, Tom non avrebbe più voce in capitolo. Mentre il Dottor Lauden testimonia che negli ultimi mesi Tom è decisamente migliorato, West mette nel mirino la decisione del presidente di muovere guerra al Kunami senza consultare gli alleati, il che dimostrerebbe l'irrazionalità dei suoi comportamenti. Hannah presenta a Tom le prove che attribuirebbero la responsabilità degli attacchi hacker a Gamine, ma quando menziona Andrea il presidente non vuole credere alla sua colpevolezza. Tom non intende nemmeno approvare la finanziaria, così come proposta da democratici e repubblicani, in quanto contiene pesanti tagli ai farmaci salvavita.
Tom chiede l'aiuto di Dax Minter per scoprire se Andrea è realmente colpevole degli attacchi hacker. West chiama a testimoniare proprio Andrea, facendole dire che il presidente le ha confidato di non sentirsi capace di portare avanti il proprio incarico. Con un'azione poco lucida Hannah accusa Andrea in pubblico di tradire Tom, subendo la reprimenda di Aaron che le toglie il caso degli attacchi hacker. La posizione del presidente è sempre più pericolante. West chiama alla sbarra Emily, mettendola parecchio in difficoltà, ma soprattutto Moss che ha gioco facile nell'attaccare un presidente apparsogli sempre più paranoico dopo la morte della moglie. Kendra tenta di giocare la carta della vendetta personale, ma Moss previene l'obiezione perché fu lo stesso Tom a dichiarare che non avrebbe voluto licenziarlo. Il colpo di grazia però arriva dalla deposizione di Trey, da cui si scopre che è attualmente in cura per un passato problema di depressione, del quale peraltro ha sofferto anche la loro madre e che quindi potrebbe essere ereditario.
West offre a Tom un accordo che prevede la sua destituzione da presidente, con la possibilità però di restare nel governo e tornare a ricoprire la carica di segretario della Casa, abbandonata dopo l'attentato al Campidoglio. Consapevole che potrebbe essere il suo ultimo giorno da presidente, Tom negozia un accordo con i capigruppo al Senato per scongiurare lo shutdown. Venuto il suo momento di testimoniare, il presidente ammette che avrà anche commesso degli errori, ma questi sono unicamente riconducibili al suo essere un uomo e non dovuti a presunti disturbi mentali. Darby comunica a Tom che il governo ha deliberato in suo favore, grazie soprattutto alla lealtà dimostrata dal suo staff e per aver rivisto l'uomo integro diventato presidente venti mesi prima. Tom non può tollerare il comportamento tenuto da Hannah nei confronti di Andrea, ponendo fine alla collaborazione con la sua amministrazione.

## Tradimento
- Titolo originale: Bad Reception
- Diretto da: Chris Grismer
- Scritto da: Tom Garrigus e Jessica Grasl

### Trama
Al ricevimento dell'equinozio Tom affronta con l'ambasciatore del Bultan Dewan la questione di Matthew Jennings, un adolescente americano arrestato per un banale graffito. Ethan West si autoproclama emissario del governo statunitense per dirimere la controversia, avendo preso a cuore l'appello lanciato da Kristin, la madre del ragazzo, e negozia un accordo con Dewan senza il consenso del presidente. Sfortuna vuole che l'ambasciatore sia avvelenato nel bel mezzo del ricevimento, generando una forte tensione tra Stati Uniti e Bultan, con i primi accusati dal primo ministro Pulu di essere coinvolti nell'omicidio di Dewan. Il Bultan condanna Matthew a vent'anni di lavori forzati, a meno che gli Stati Uniti non sostengano le precarie finanze dell'emirato. Hannah si rivolge a Minter per attirare Andrea in trappola, convincendolo che Tom sia plagiato dalla scienziata, introducendosi in casa sua mentre è a pranzo con l'imprenditore. Hannah trova un passaggio segreto che la conduce a una potente sala server.
Dalle indagini emerge che Dewan è stato avvelenato con la ricina, i cui effetti si manifestano dopo diverse ore, quindi l'avvelenamento è avvenuto ben prima del ricevimento alla Casa Bianca. Tom scopre che West è così coinvolto nella vicenda di Matthew perché si sente in colpa per non aver potuto impedire la morte della sorella di sua madre Kristin. Minacciato da West di perseguire i danni ambientali causati dal Bultan con le estrazioni petrolifere, il primo ministro Pulu si vede costretto a cedere alle richieste di Tom che esige l'immediata liberazione di Matthew. Lo staff deve valutare le credenziali di Steven Flannery, un giudice candidato alla sezione distrettuale di Washington, che è stato il mentore di Kendra. Costei non vuole far emergere una liaison avuta con lui, così invita i colleghi a trovare qualcosa nel passato di Flannery per impedire la ratifica della nomina. Quando si rende conto che non ha in mano niente di concreto, Kendra dà il benservito al proprio mentore. Hannah scarica i dati dei server appena prima di essere scoperta.
Tom convoca Minter alla Casa Bianca per accusarlo di essere il responsabile degli attacchi hacker. Si scopre, infatti, che il licenziamento di Hannah era un finta e la casa in cui l'agente si è introdotta non è quella di Andrea, bensì dello stesso Minter. Questi replica che il suo governo, come del resto i precedenti, sta strangolando le imprese con la burocrazia e impedisce loro di agire liberamente per garantire prosperità al Paese. Arrestato Minter, Tom ringrazia Andrea per il grande supporto fornitogli su diversi fronti negli ultimi mesi, anche se al momento non potranno approfondire il loro legame perché Andrea deve trasferirsi a San Francisco per lavoro. Esaminando le transazioni di Minter, Chuck si accorge di un pagamento a una società fantasma in cui risulta coinvolta Valeria Poreskova. Aaron vorrebbe che Hannah desistesse dalla sua caccia alla Poreskova, dato che gli attacchi hacker sono stati chiariti e Minter è assicurato alla giustizia, ma l'agente sente di dover andare fino in fondo e gli consegna le credenziali della Casa Bianca, in modo da poter agire liberamente.

## Bersaglio
- Titolo originale: Target
- Diretto da: Timothy Busfield
- Scritto da: Bill Chais e Ashley Gable

### Trama
Tom e il suo staff sono stanchi dei continui attacchi da parte di Cornelius Moss che non perde occasione di definirlo un presidente debole. Reputando sia venuto il momento di reagire, Tom vuole chiamare Moss a rispondere delle sue manovre occulte e per farlo assolda Ethan West, una persona al di sopra delle parti che potrà agire in modo imparziale. Mentre sta negoziando il budget per la difesa, Tom riceve sia dai democratici che dai repubblicani la proposta di essere il loro leader, non sapendo come interpretare questo duplice corteggiamento. Qualcuno ha messo a soqquadro la casa di Kendra, portando alla luce una sua relazione con Trey Kirkman. Il presidente giudica inopportuno il conflitto di interesse tra suo fratello e la consulente legale della Casa Bianca. Hannah si introduce in casa della Poreskova, trovandoci un uomo che si scopre essere un suo collaboratore e venendo arrestata dalla polizia, non godendo più della protezione presidenziale.
Interpellato sulle proposte di candidatura da parte di entrambi i partiti, Tom sprona democratici e repubblicani a trovare un accordo sul budget della difesa piuttosto che indugiare in strategie elettorali. Questa dichiarazione scatena l'inevitabile replica delle forze politiche, ma il presidente non fa retromarcia perché non ha intenzione di candidarsi alle successive elezioni. Dopo essere stato ascoltato da West, Moss passa allo Studio Ovale per definire meschino il tentativo di Tom di incriminarlo per fatti non dimostrabili. Kendra scopre che a violare casa sua è stato Mickey Archer, fratello del giovane Pete morto vent'anni prima, del cui caso si era occupata la stessa Kendra. Quando Kendra e Mike provano ad avvicinare Mickey, questi tenta di sparare contro di loro e viene successivamente freddato per legittima difesa.
Tom convoca i capigruppo per ribadire la sua intenzione di non schierarsi con nessuno dei due partiti, minacciando di screditarli entrambi alla prossima campagna elettorale se non raggiungeranno un accordo sul budget per la difesa. Ottenuto il risultato, Tom accorda a Trey il permesso di frequentare Kendra con la massima discrezione. Tornata libera, Hannah recupera un video di Damian in cui l'uomo le chiede di raggiungere la figlia Amy a Londra prima che lo faccia la Poreskova. Moss annuncia che ha deciso di candidarsi con il Partito Repubblicano, mettendo Tom in serio pericolo perché West è intenzionato a chiederne l'impeachment per avergli fatto scandagliare un candidato alla presidenza. Informata da Mike che Fred Archer, il padre di Pete e Mickey, ha fatto uccidere l'assassino di suo figlio, Kendra non fa in tempo ad allertare Emily, colpita da un cecchino.

## Scappa
- Titolo originale: Run
- Diretto da: Chris Grismer
- Scritto da: Keith Eisner

### Trama
Fortunatamente il proiettile sparato da Fred Archer ha colpito Emily alla spalla. Wells è pronto a presentare i capi d'accusa contro Tom, relativi a presunti reati commessi da Hannah dietro suo ordine, però può scampare l'incriminazione se accettasse di non presentarsi alle prossime elezioni. Seth e Lyor sono volati nel Taurasi per convincere il governatore a non dare seguito al referendum con cui la popolazione ha chiesto l'autonomia dagli Stati Uniti, avendo prove che la consultazione è stata influenzata dai Paesi nemici. Sul Taurasi si abbatte uno tsunami che provoca una vera e propria emergenza umanitaria. Tom vuole stanziare fondi a favore del Taurasi, anche perché l'esito del referendum non è stato ancora ratificato, ma il Congresso è ostile ad allentare i cordoni della borsa. Inoltre, Seth è scomparso perché aveva lasciato l'albergo prima che l'onda anomala si abbattesse sull'isola. Arrivata a Londra, Hannah rintraccia Amy e, dopo averla inseguita, riesce a guadagnare la sua fiducia. Leo è stato ammesso alla Georgetown per la gioia di suo padre.
La Corte Suprema boccia l'ordine esecutivo di Tom per stanziare aiuti a Taurasi scavalcando il Congresso. Si tratta, invero, di una ritorsione verso Emily che, tornata subito in servizio nonostante la sparatoria, ha tentato di influenzare i giudici sul procedimento a carico del presidente. Lyor ritrova Seth, scampato allo tsunami perché si trovava in cima a un grattacielo. Moss offre a Amy ricorda a memoria i nominativi di una lista sottratta dalla Poreskova a suo padre, trattandosi di spie che la russa è pronta a vendere in cambio della propria libertà. Leo confida ad Emily che è stato ammesso anche a Stanford, ma non ha il coraggio di dirlo a suo padre perché preferirebbe frequentasse la più vicina Georgetown. Tom era comunque venuto a saperlo e sprona Leo, timoroso di allontanarsi da lui, a seguire i propri sogni ovunque lo porteranno. Emily presenta le proprie dimissioni a Tom che le respinge, non potendo fare a meno di lei. Hannah uccide la Poreskova che ha tentato di eliminare Amy.
Con gli aiuti in arrivo, il governatore del Taurasi comunica a Tom di aver indetto un nuovo referendum e che stavolta appoggerà il mantenimento del protettorato statunitense. Tom annuncia alla nazione che ha deciso di candidarsi come indipendente alle prossime elezioni. Scampato il pericolo, Amy esprime il desiderio di vivere sotto la custodia di Hannah. Sul volo di ritorno verso gli Stati Uniti, Hannah vede un video scioccante di Emily che passa una busta gialla alla Poreskova.